# Polyalthia
Polyalthia är ett släkte av kirimojaväxter. Polyalthia ingår i familjen kirimojaväxter.

## Bildgalleri

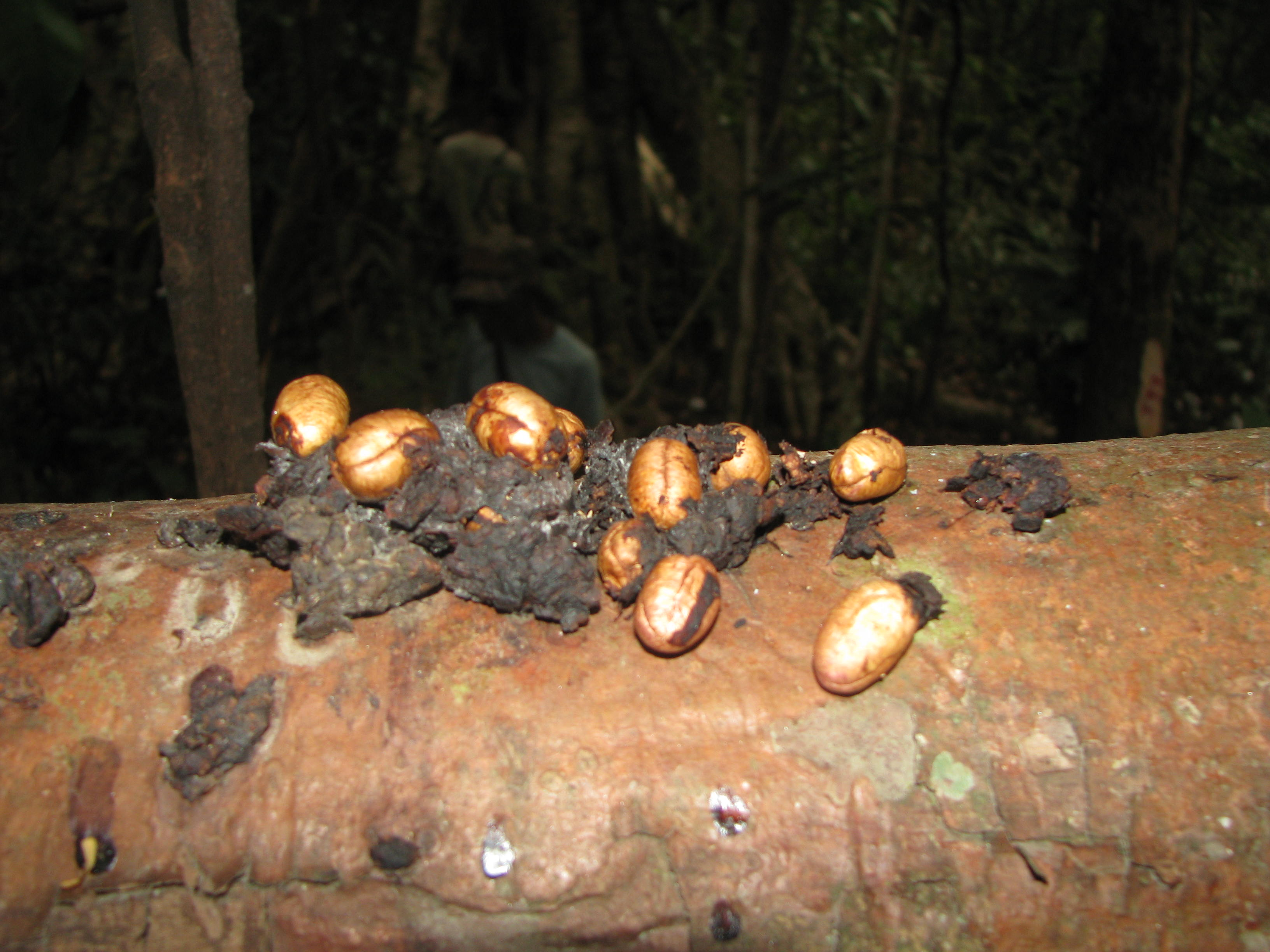
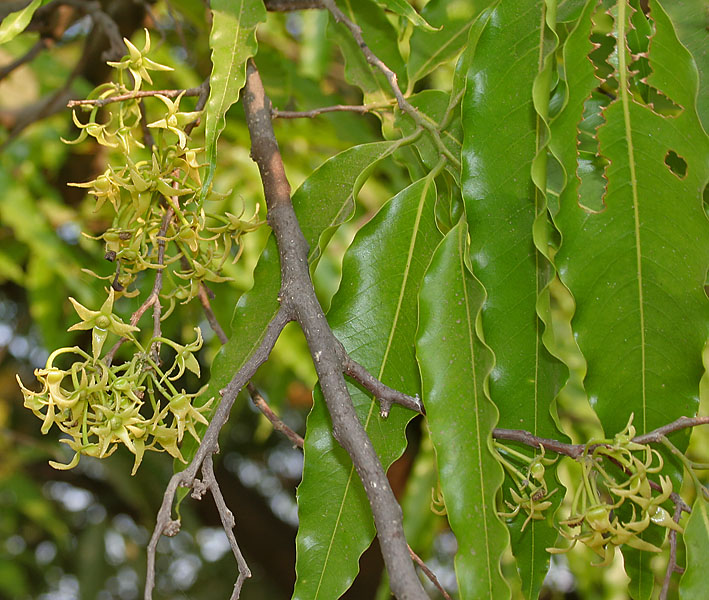
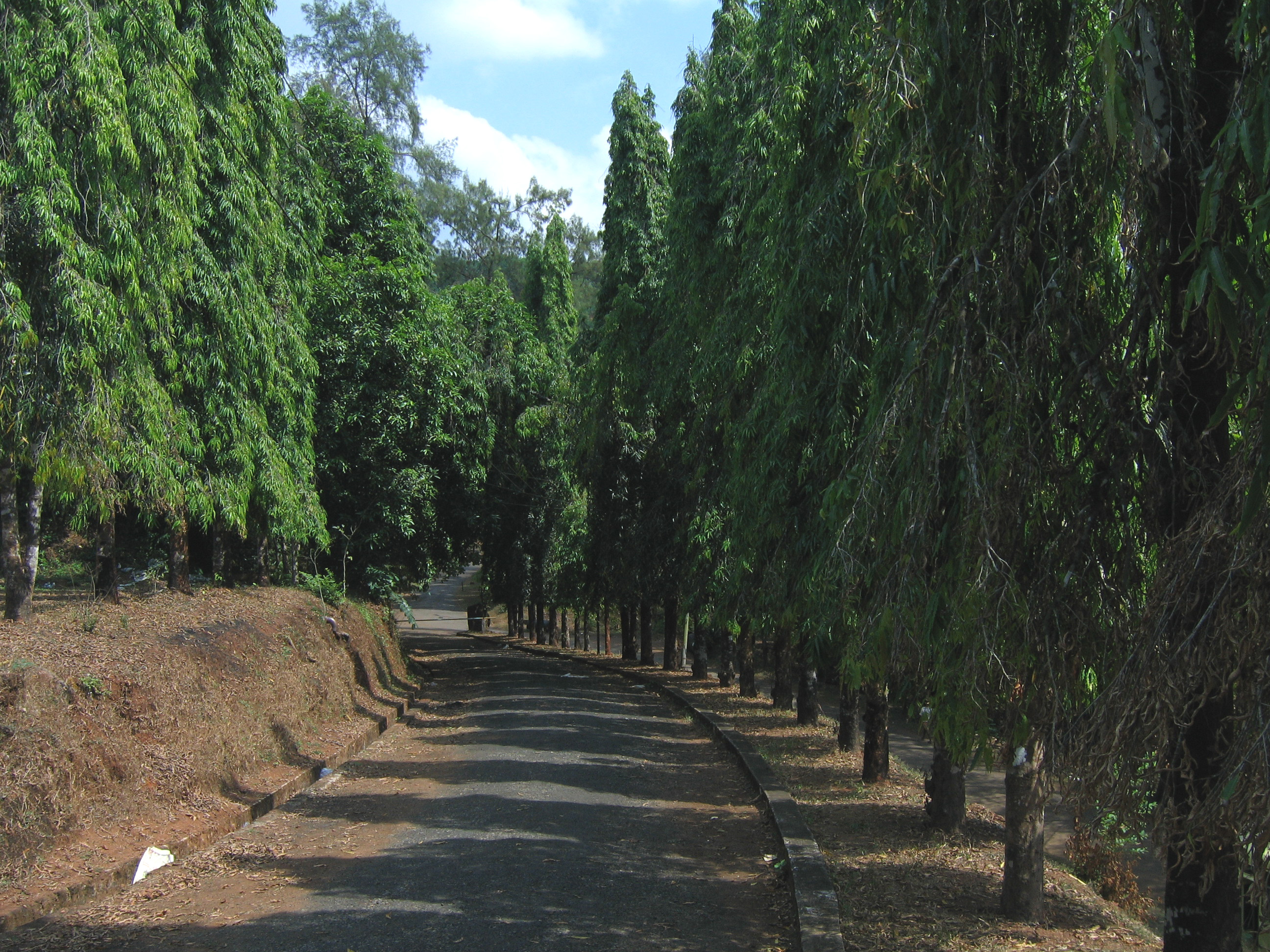

## Dottertaxa tillPolyalthia, i alfabetisk ordning[1]
- Polyalthia amicorum
- Polyalthia amischocarpa
- Polyalthia amygdalina
- Polyalthia angustielliptica
- Polyalthia angustifolia
- Polyalthia angustissima
- Polyalthia anomala
- Polyalthia asteriella
- Polyalthia australis
- Polyalthia barenensis
- Polyalthia barnesii
- Polyalthia beamaniorum
- Polyalthia bembau
- Polyalthia bifaria
- Polyalthia borneensis
- Polyalthia bracteosa
- Polyalthia brevipedunculata
- Polyalthia bromantha
- Polyalthia brunneifolia
- Polyalthia bullata
- Polyalthia castanea
- Polyalthia cauliflora
- Polyalthia celebica
- Polyalthia charitopoda
- Polyalthia chlorantha
- Polyalthia chloroxantha
- Polyalthia chrysotricha
- Polyalthia cinnamomea
- Polyalthia clemensorum
- Polyalthia congesta
- Polyalthia corticosa
- Polyalthia cratiensis
- Polyalthia debilis
- Polyalthia dictyoneura
- Polyalthia dolichopoda
- Polyalthia dumosa
- Polyalthia elegans
- Polyalthia elliptica
- Polyalthia elongata
- Polyalthia endertii
- Polyalthia evecta
- Polyalthia flagellaris
- Polyalthia flava
- Polyalthia floribunda
- Polyalthia florulenta
- Polyalthia fragrans
- Polyalthia glabra
- Polyalthia gracilipes
- Polyalthia habrotricha
- Polyalthia harmandii
- Polyalthia hirtifolia
- Polyalthia hookeriana
- Polyalthia hypogaea
- Polyalthia ichthyosma
- Polyalthia igniflora
- Polyalthia insignis
- Polyalthia jambosifolia
- Polyalthia kanchanaburiana
- Polyalthia kinabaluensis
- Polyalthia kingii
- Polyalthia laddiana
- Polyalthia lancilimba
- Polyalthia lasioclada
- Polyalthia lateriflora
- Polyalthia lateritia
- Polyalthia laui
- Polyalthia litseifolia
- Polyalthia liukiuensis
- Polyalthia longifolia
- Polyalthia longipes
- Polyalthia luensis
- Polyalthia meghalayensis
- Polyalthia michaelii
- Polyalthia microsepala
- Polyalthia microtus
- Polyalthia miliusoides
- Polyalthia mindorensis
- Polyalthia minima
- Polyalthia monocarpioides
- Polyalthia montis-silam
- Polyalthia moonii
- Polyalthia motleyana
- Polyalthia myristica
- Polyalthia obliqua
- Polyalthia oblonga
- Polyalthia oblongifolia
- Polyalthia obtusa
- Polyalthia odoardi
- Polyalthia pachyphylla
- Polyalthia palawanensis
- Polyalthia papuana
- Polyalthia parviflora
- Polyalthia patinata
- Polyalthia persicifolia
- Polyalthia pisocarpa
- Polyalthia polyphlebia
- Polyalthia praeflorens
- Polyalthia pumila
- Polyalthia ramiflora
- Polyalthia rufescens
- Polyalthia saprosma
- Polyalthia sclerophylla
- Polyalthia sessiliflora
- Polyalthia simiarum
- Polyalthia sinclairiana
- Polyalthia socia
- Polyalthia stenopetala
- Polyalthia stenophylla
- Polyalthia suaveolens
- Polyalthia subcordata
- Polyalthia suberosa
- Polyalthia sublanceolata
- Polyalthia sumatrana
- Polyalthia sympetala
- Polyalthia thorelii
- Polyalthia tipuliflora
- Polyalthia trochilia
- Polyalthia tsiangiana
- Polyalthia venosa
- Polyalthia verrucipes
- Polyalthia viridis
- Polyalthia zamboangaensis